# Izabela Vidovic
Izabela Vidovic (ur. 28 maja 2001 w Chicago) – amerykańska aktorka, która wystąpiła m.in. w serialach The Fosters, Był sobie chłopiec i Weronika Mars.  

## Życiorys
Izabela zadebiutowała w teatrze w wieku 7 lat. Od 2011 roku zaczęła występować w serialach telewizyjnych. Wystąpiła także w kilku filmach. W 2013 roku zagrała razem z Jasonem Stathamem, Jamesem Franco i Clancy Brownem w filmie W obronie własnej.
Rodzice Izabeli mają korzenie bośniackie. Izabela Vidovic studiuje niemiecki i rosyjski. Potrafi mówić, czytać i pisać po serbsku, bośniacku i chorwacku.

## Filmografia
| Rok       | Tytuł                                        | Rola                  |
| --------- | -------------------------------------------- | --------------------- |
| 2010      | Dorastająca nadzieja                         | Delilah w wieku 8 lat |
| 2011      | Zabójcze umysły: Okiem sprawcy               | Rachel w dzieciństwie |
| 2011      | Little in Common                             | Minnie Weller         |
| 2011–2012 | Do białego rana                              | Tanya Moore           |
| 2012      | Harry’s Law                                  | Shelby Higgins        |
| 2012      | Deadtime Stories: Grave Secrets              | Robin                 |
| 2012      | Find Me                                      | Frankie               |
| 2012      | Christmas Angel                              | Olivia Mead           |
| 2012      | Help for the Holidays                        | Ally VanCamp          |
| 2012      | Little Brother                               | Sam Alexis            |
| 2013      | Zombieland                                   | Little Rock           |
| 2013      | Because These Kids Are... (krótkometrażówka) | Kat                   |
| 2013      | Complexion (krótkometrażówka)                | Eva w dzieciństwie    |
| 2013      | W obronie własnej                            | Maddy Broker          |
| 2014      | Kości                                        | córka                 |
| 2014      | The 100                                      | Charlotte             |
| 2014      | May I Die (krótki film)                      | Aishe                 |
| 2014–2015 | Był sobie chłopiec                           | Shea Garcia-Miller    |
| 2015–2018 | The Fosters                                  | Taylor                |
| 2017      | Cudowny chłopak                              | Via Pullman           |
| od 2017   | Supergirl                                    | młoda Kara            |
| 2018      | iZombie                                      | Isobel Bloom          |
| 2019      | Weronika Mars                                | Matty Ross            |